# Cohors I Ulpia Afrorum
Die Cohors I Ulpia Afrorum [equitata] (deutsch 1. ulpische Kohorte der (Nord-)Afrikaner [teilberitten]) war eine römische Auxiliareinheit. Sie ist durch Militärdiplome und eine Inschrift belegt.

## Namensbestandteile
- Ulpia: die Ulpische. Die Ehrenbezeichnung bezieht sich auf Kaiser Trajan, dessen vollständiger Name Marcus Ulpius Traianus lautet.

- Afrorum: [der] (Nord-)Afrikaner. Die Soldaten der Kohorte wurden bei Aufstellung der Einheit auf dem Gebiet der römischen Provinz Africa rekrutiert.

- equitata: teilberitten. Die Einheit war ein gemischter Verband aus Infanterie und Kavallerie.

Da es keine Hinweise auf den Namenszusatz milliaria (1000 Mann) gibt, war die Einheit eine Cohors (quingenaria) equitata. Die Sollstärke der Kohorte lag bei 600 Mann (480 Mann Infanterie und 120 Reiter), bestehend aus 6 Centurien Infanterie mit jeweils 80 Mann sowie 4 Turmae Kavallerie mit jeweils 30 Reitern.

## Geschichte
Der erste Nachweis der Einheit in der Provinz Aegyptus beruht auf einem Diplom, das auf 157/161 datiert ist. In dem Diplom wird die Kohorte als Teil der Truppen (siehe Römische Streitkräfte in Aegyptus) aufgeführt, die in der Provinz stationiert waren. Weitere Diplome, die auf 179 bis 206 datiert sind, belegen die Einheit in derselben Provinz.

## Standorte
Standorte der Kohorte sind nicht bekannt.

## Angehörige der Kohorte
Ein Kommandeur der Kohorte, Πατροκλης ist durch eine Inschrift bekannt.

## Weitere Kohorten mit der BezeichnungCohors I Afrorum
Es gab noch zwei weitere Kohorten mit dieser Bezeichnung:
- die Cohors I Afrorum. Sie ist durch Militärdiplome von 122 bis 124 belegt und war in der Provinz Britannia stationiert.
- die Cohors I Flavia Afrorum. Sie ist durch Diplome von 127 bis 128/129 belegt und war Africa stationiert.